# Kinky Friedman
Richard Samet "Kinky" Friedman, född 1 november 1944 i Chicago, Illinois, död 27 juni 2024 nära Medina i Bandera County, Texas, var en amerikansk deckarförfattare, countrysångare och -musiker, låtskrivare samt, under en period, politiker.

## Biografi
Kinky Friedman föddes i Chicago och flyttade som barn med sina föräldrar Tom och Min till Texas. De slog sig så småningom ned i västra Texas. Hans föräldrar drev en ranch i närheten av Kerrville, mitt i Texas natursköna Hill Country. På somrarna brukade de ta emot ungdomar som fick uppleva livet på landet. Friedmans första musikaliska förolämpningar hördes runt lägerelden på familjens Echo Hill Ranch. Fram till sin död hjälpte han till att driva ett hem i närheten för övergivna djur.
Familjen är judisk. Friedman startade countrybandet The Texas Jewboys i början av 1970-talet. I texterna drev han med allt: korkade texasbor, rasister, fanatiska feminister och framförallt god smak. "Judepojkarna" blev ett kultband i Texas, och kom att turnera med Willie Nelson, Waylon Jennings och Bob Dylan.
Bland deras sånger märks exempelvis: They Ain't Making Jews Like Jesus Anymore, Tramp on the Street, Put Your Biscuits in the Oven and Your Buns in the Bed och Before All Hell Breaks Loose.
Runt 1980 hade Friedman fastnat i ett kokainberoende och han var på botten både karriärmässigt och rent personligen. Han bodde då i New York. Han övervann missbruket och sadlade om och återkom som deckarförfattare. Hans böcker har sålt bra och har sin stora behållning i Friedmans speciella humor. Han agerar själv huvudperson i alla böckerna som en något motvillig privatdetektiv med ett förflutet inom countrymusiken. I flera av böckerna återkommer han till sina "husgudar" som Mahatma Gandhi, Jesus Kristus, Hank Williams och Emily Dickinson.
I början av år 2005 meddelade Friedman att han tänkte ställa upp för att bli vald till guvernör i Texas. Han sade bland annat att politiker hade kört med texasborna tillräckligt länge, och raserat många av de ideal som en gång byggde delstaten. Mänskliga ideal som var självklara under en tid då män var män, kvinnor var kvinnor och hästar var smarta. Friedman ställde upp som oberoende kandidat i guvernörsvalet i Texas som hölls den 7 november 2006. Han låg ett tag jämsides med demokraternas kandidat i opinionsundersökningar vilket innebar att politiska kommentatorer och rivaler inte kunde avfärda honom som ett "skämt" längre. I valet erhöll dock Friedman 12,6 % av Texasbornas röster, vilket placerade honom på fjärde plats.

## Diskografi
- Sold American (1973)
- Kinky Friedman (1974)
- Lasso From El Paso (1976)
- Live From The Lone Star Café (Live) (1982)
- Under The Double Ego (1983)
- Old Testaments & New Revelations (1992) (Kinky Friedman & The Texas Jewboys)
- From One Good American To Another (1995) (med The Texas Jewboys)
- Blast From The Past (1998)
- Classic Snatches From Europe (Live) (2000) (med Little Jewford)
- Mayhem Aforethought (2005) (med The Texas Jewboys)
- Live From Austin TX (2007)
- Kinky Friedman's Bi-Polar Tour: Live From Woodstock (2012)
- The Loneliest Man I Ever Met (2015)